# 1434 год
1434 (ты́сяча четы́реста три́дцать четвёртый) год  по юлианскому календарю — невисокосный год, начинающийся в пятницу. Это 1434 год нашей эры, 4‑й год 4‑го десятилетия XV века 2‑го тысячелетия, 5‑й год 1430‑х годов. Он закончился 591 год назад.
| Пн | Вт | Ср | Чт | Пт | Сб | Вс |
|    |    |    |    | 1  | 2  | 3  |
| 4  | 5  | 6  | 7  | 8  | 9  | 10 |
| 11 | 12 | 13 | 14 | 15 | 16 | 17 |
| 18 | 19 | 20 | 21 | 22 | 23 | 24 |
| 25 | 26 | 27 | 28 | 29 | 30 | 31 |

| Пн | Вт | Ср | Чт | Пт | Сб | Вс |
| 1  | 2  | 3  | 4  | 5  | 6  | 7  |
| 8  | 9  | 10 | 11 | 12 | 13 | 14 |
| 15 | 16 | 17 | 18 | 19 | 20 | 21 |
| 22 | 23 | 24 | 25 | 26 | 27 | 28 |

| Пн | Вт | Ср | Чт | Пт | Сб | Вс |
| 1  | 2  | 3  | 4  | 5  | 6  | 7  |
| 8  | 9  | 10 | 11 | 12 | 13 | 14 |
| 15 | 16 | 17 | 18 | 19 | 20 | 21 |
| 22 | 23 | 24 | 25 | 26 | 27 | 28 |
| 29 | 30 | 31 |    |    |    |    |

| Пн | Вт | Ср | Чт | Пт | Сб | Вс |
|    |    |    | 1  | 2  | 3  | 4  |
| 5  | 6  | 7  | 8  | 9  | 10 | 11 |
| 12 | 13 | 14 | 15 | 16 | 17 | 18 |
| 19 | 20 | 21 | 22 | 23 | 24 | 25 |
| 26 | 27 | 28 | 29 | 30 |    |    |

| Пн | Вт | Ср | Чт | Пт | Сб | Вс |
|    |    |    |    |    | 1  | 2  |
| 3  | 4  | 5  | 6  | 7  | 8  | 9  |
| 10 | 11 | 12 | 13 | 14 | 15 | 16 |
| 17 | 18 | 19 | 20 | 21 | 22 | 23 |
| 24 | 25 | 26 | 27 | 28 | 29 | 30 |
| 31 |    |    |    |    |    |    |

| Пн | Вт | Ср | Чт | Пт | Сб | Вс |
|    | 1  | 2  | 3  | 4  | 5  | 6  |
| 7  | 8  | 9  | 10 | 11 | 12 | 13 |
| 14 | 15 | 16 | 17 | 18 | 19 | 20 |
| 21 | 22 | 23 | 24 | 25 | 26 | 27 |
| 28 | 29 | 30 |    |    |    |    |

| Пн | Вт | Ср | Чт | Пт | Сб | Вс |
|    |    |    | 1  | 2  | 3  | 4  |
| 5  | 6  | 7  | 8  | 9  | 10 | 11 |
| 12 | 13 | 14 | 15 | 16 | 17 | 18 |
| 19 | 20 | 21 | 22 | 23 | 24 | 25 |
| 26 | 27 | 28 | 29 | 30 | 31 |    |

| Пн | Вт | Ср | Чт | Пт | Сб | Вс |
|    |    |    |    |    |    | 1  |
| 2  | 3  | 4  | 5  | 6  | 7  | 8  |
| 9  | 10 | 11 | 12 | 13 | 14 | 15 |
| 16 | 17 | 18 | 19 | 20 | 21 | 22 |
| 23 | 24 | 25 | 26 | 27 | 28 | 29 |
| 30 | 31 |    |    |    |    |    |

| Пн | Вт | Ср | Чт | Пт | Сб | Вс |
|    |    | 1  | 2  | 3  | 4  | 5  |
| 6  | 7  | 8  | 9  | 10 | 11 | 12 |
| 13 | 14 | 15 | 16 | 17 | 18 | 19 |
| 20 | 21 | 22 | 23 | 24 | 25 | 26 |
| 27 | 28 | 29 | 30 |    |    |    |

| Пн | Вт | Ср | Чт | Пт | Сб | Вс |
|    |    |    |    | 1  | 2  | 3  |
| 4  | 5  | 6  | 7  | 8  | 9  | 10 |
| 11 | 12 | 13 | 14 | 15 | 16 | 17 |
| 18 | 19 | 20 | 21 | 22 | 23 | 24 |
| 25 | 26 | 27 | 28 | 29 | 30 | 31 |

| Пн | Вт | Ср | Чт | Пт | Сб | Вс |
| 1  | 2  | 3  | 4  | 5  | 6  | 7  |
| 8  | 9  | 10 | 11 | 12 | 13 | 14 |
| 15 | 16 | 17 | 18 | 19 | 20 | 21 |
| 22 | 23 | 24 | 25 | 26 | 27 | 28 |
| 29 | 30 |    |    |    |    |    |

| Пн | Вт | Ср | Чт | Пт | Сб | Вс |
|    |    | 1  | 2  | 3  | 4  | 5  |
| 6  | 7  | 8  | 9  | 10 | 11 | 12 |
| 13 | 14 | 15 | 16 | 17 | 18 | 19 |
| 20 | 21 | 22 | 23 | 24 | 25 | 26 |
| 27 | 28 | 29 | 30 | 31 |    |    |

## События

### Европа
- 1350—1490 — Борьба <<трески>> и <<крючков>>. Серия внутренних военных конфликтов, в основном, вокруг титула графа Голландии[1].
- 1407—1435 — война арманьяков и бургиньонов[2].
- 1415—1453 — Ланкастерская война. Третий этап Столетней войны (1337-1453)[3].
- 1420—1434 — закончились Крестовые походы против гуситов[4].
  - 30 мая — разгром таборитов чашниками: битва под Липанами. Гибель Прокопа Большого и Прокопа Малого.
- 1423—1448 — Вторая Гельдернская война[5].
- 1425—1454 — Войны в Ломбардии[6].
- 1426—1435 — Война между Кальмарской унией и Ганзейским союзом[7].
- 1431—1434 — подавлено Бакотское восстание против польско-литовских феодалов[8].
- 1431—1435 — первое восстание Священного Братства в Королевстве Галисия против знати пытавшихся сохранить свои привилегии в отношении крестьян и буржуазии (второе в 1467-1469)[9].
- 1431—1435 — Польско-тевтонская война[10].

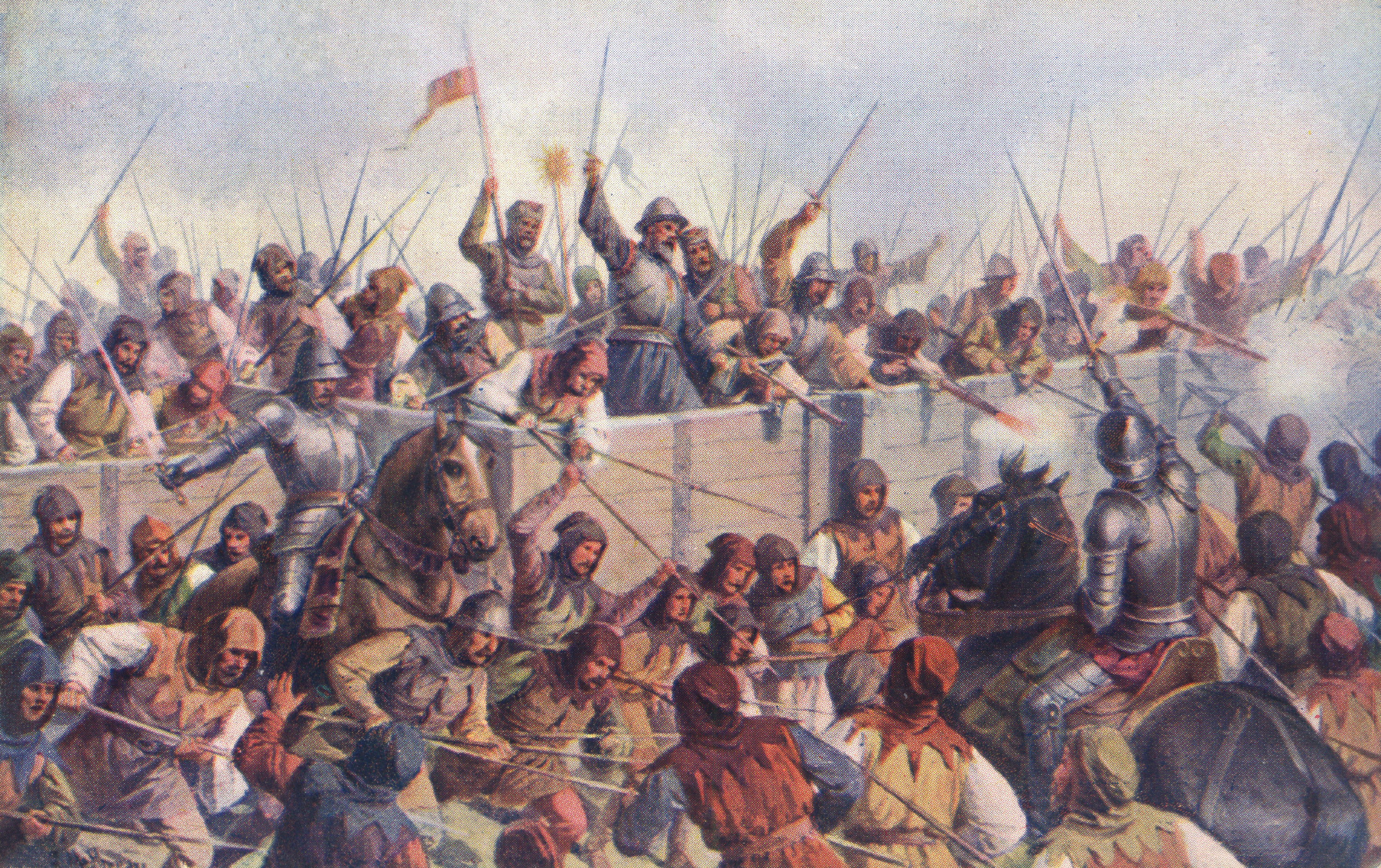
Битва у Липан Йосеф Матхаусер

- 1431—1449 — Базельский собор. Созван папой Мартином V для реформирования церкви, урегулирования военного конфликта с гуситами и воссоединения Западной и Восточной церквей. Провозгласил верховенство соборов над Римским папой[11].
- 1432—1436 — Албанское восстание против Османской империи[12].

- 1432—1479 — Албано-турецкие войны[13].
- 1433—1441 — Генуэзско-феодоритская война[14].
  - 4 июня—8 июля — удачная осада Чембало. Эпизод войны между Генуэзской республикой и княжеством Феодоро в союзе с Крымским улусом Золотой Орды[15].
  - 22 июня — сражение при Солхате[16].
- 1434—1435 — восстание трансильванских крестьян в районе Фогараша.
- 1434—1436 — начало восстания крестьян и рудокопов в Швеции во главе с Энгельбректом Энгельбректсоном[17].
  - 5 июня — с кораблей были спущены шлюпки со штурмовыми отрядами, которые направились ко входу в гавань, которая была перекрыта цепью. После ожесточенного боя генуэзцам удалось разрубить цепь и флот Республики вошел в гавань[15].
  - 7 июня — началась осада города[15].
  - 8 июня — штурм и взятие города с последующим его разграблением[15].
  - 9 июня — генуэзцы на галерах выдвинулись к городу-порту Каламита высадив десант[15].
  - 10 июня — генуэзцы начали штурм. Сопротивления им никто не оказывал. Ворвавшись в город, солдаты Генуи обнаружили, что горожане ушли из города, забрав с собой все имущество. Оставшись без законных трофеев, генуэзцы предали город огню и вернулись в Чембало[15].
- Лугано перешёл к Милану.
- Род Колонна поднимает восстание, в результате которого папа Римский Евгений IV бежит из Рима во Флоренцию.
- Графство Савойя становится герцогством.
- Орден Св. Маврикия был основан Амадеем VIII Савойским (см. Орден Святых Маврикия и Лазаря).
- Присоединение к Польше Бакотской земли (Волынь).
- Братья Илья I и Стефан II начинают борьбу за Молдавское господарство.
- Генуэзцы взяли и разграбили Чембало, захватив в плен сына князя Феодоро Алексея (см. Балаклава), но 22 июня были разбиты при Солхате.
- Заложен Нантский собор, завершение церкви Санта Мария Новелла во Флоренции.

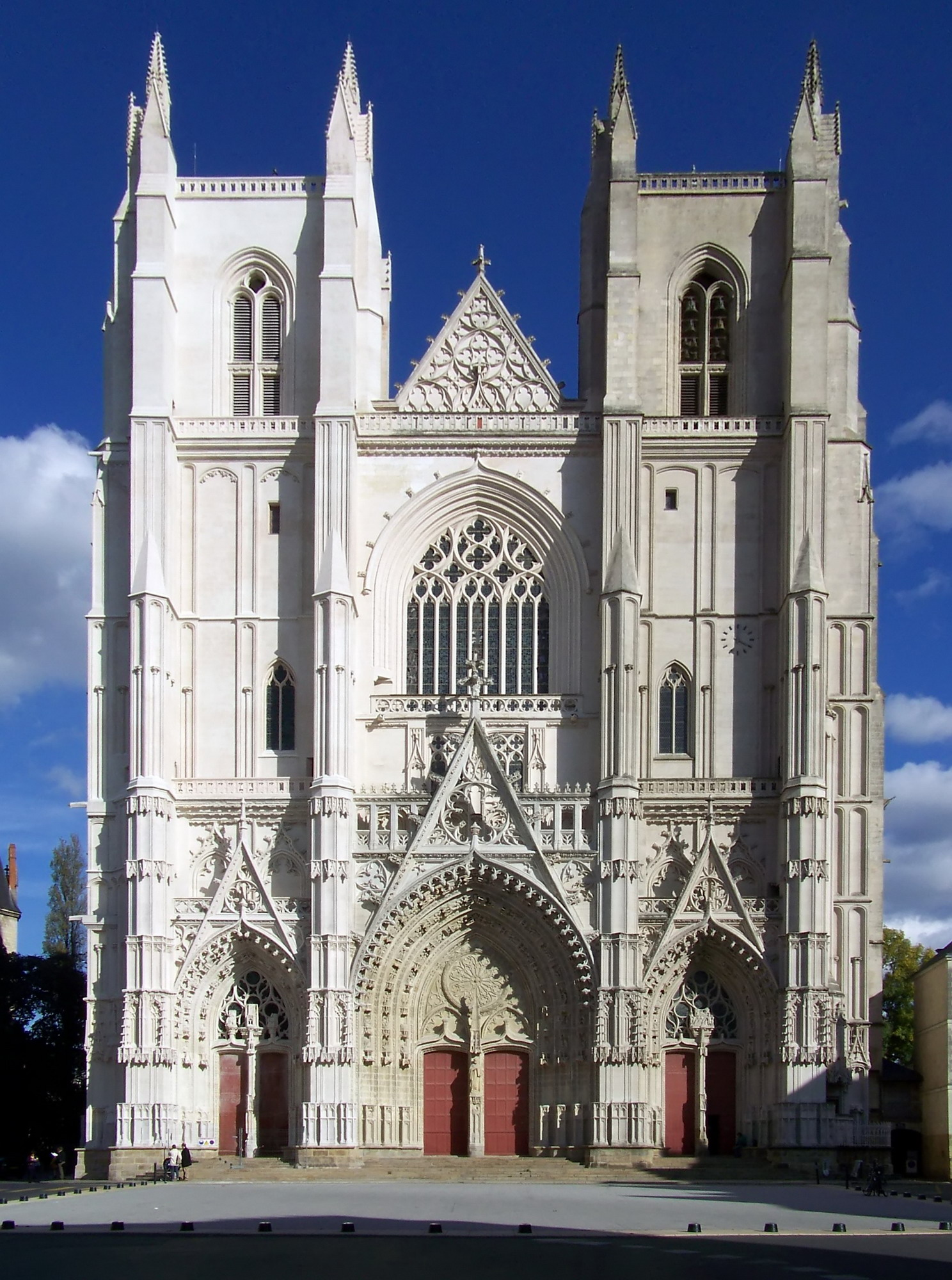
Нантский собор
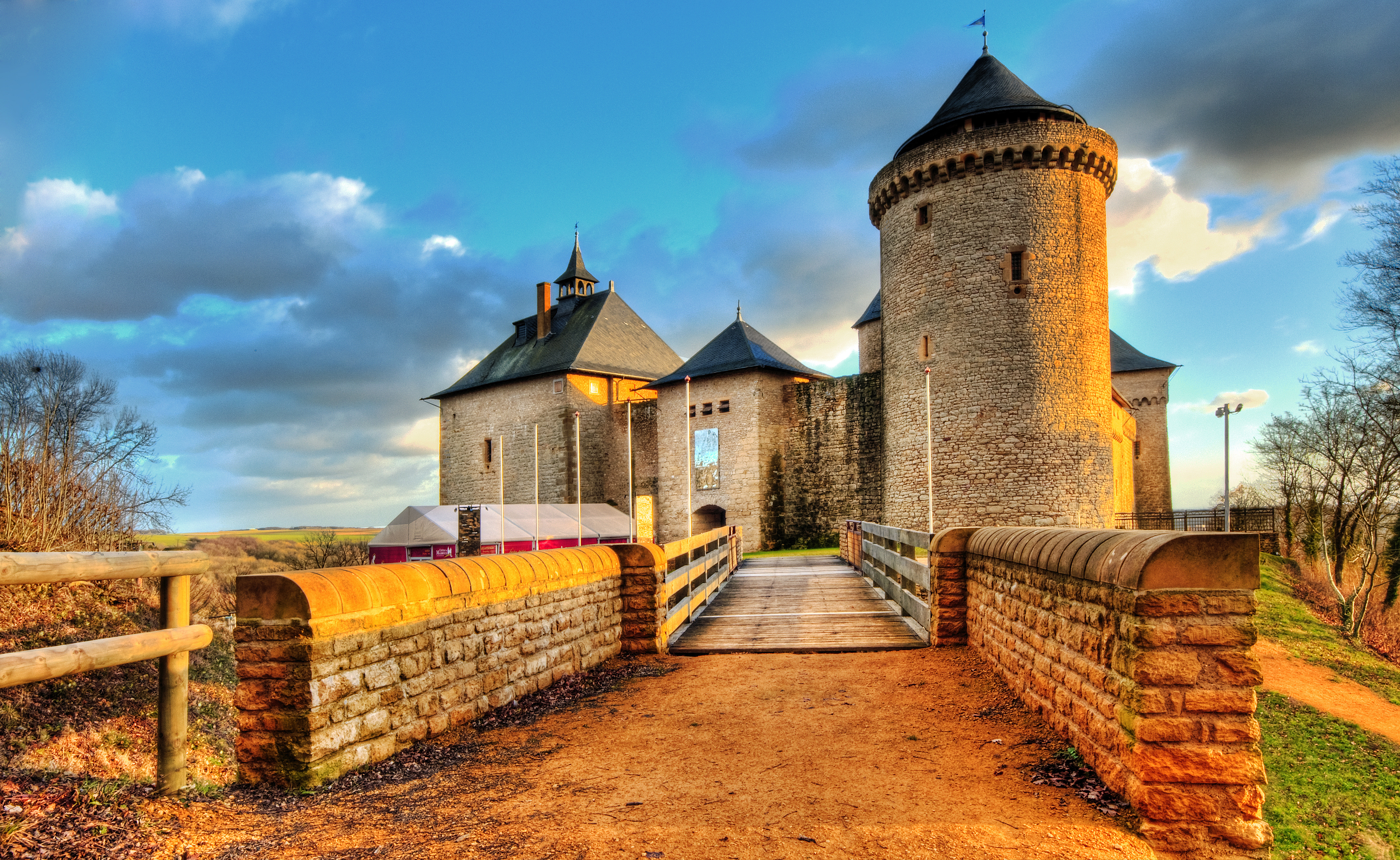
Замок Мальбрук, построенный в 1434 году.

### Африка
- Жил Эанеш обогнул мыс Бохадор, южнее которого жизнь считалась в Средние века невозможной.

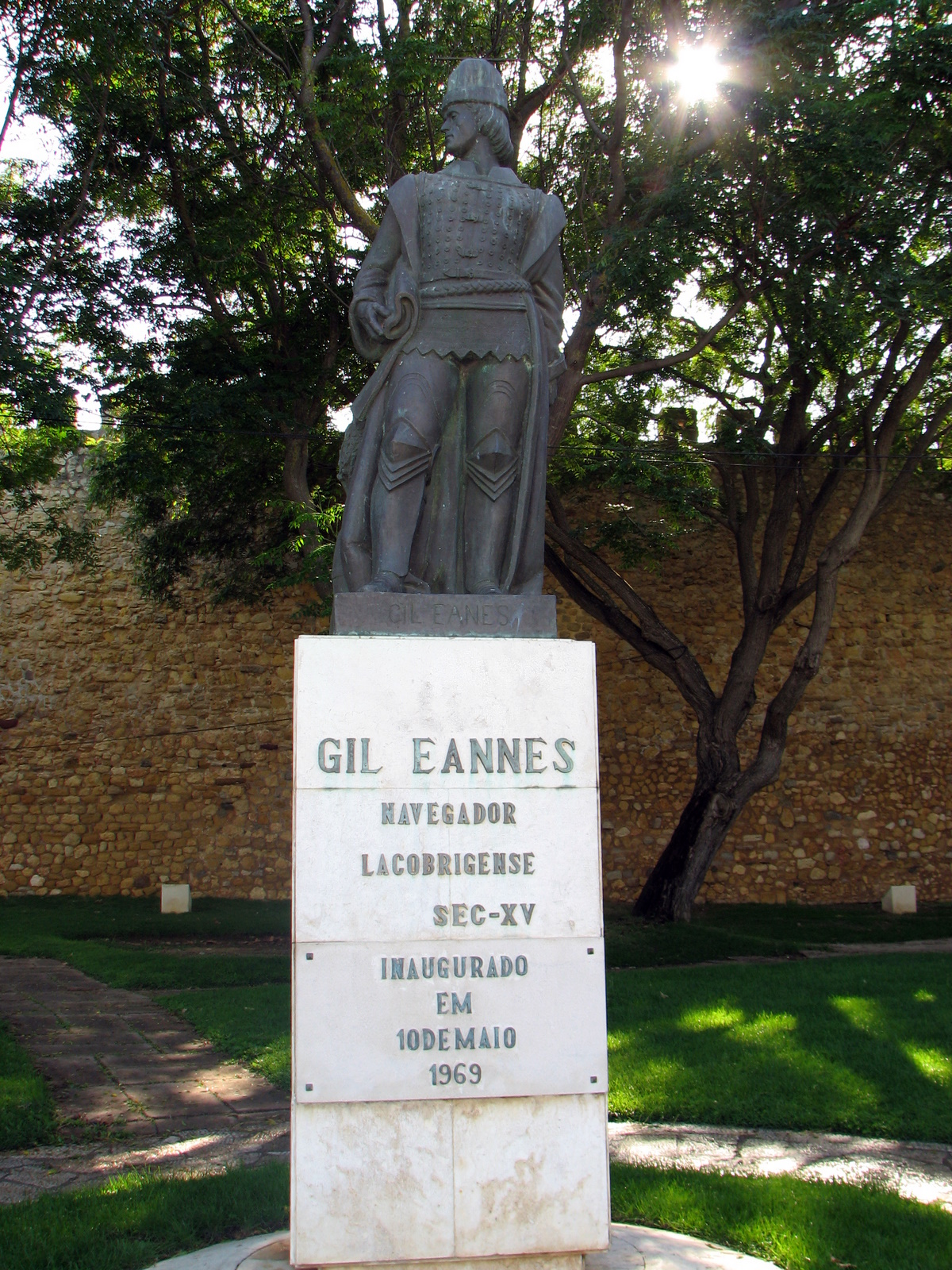
Статуя Жила Эанеша в его родном городе Лагуш, Португалия

### Азия
- Победа племени ойратов над восточными монголами (халха-монголами). Дайсун-хан ойратский оказался правителем всей Монголии.
- Пномпень становится новой столицей кхмеров.

### ВКЛ
- 1432—1438 — гражданская война в Великом княжестве Литовском[18].
- По приказу Свидригайло арестован влиятельный подольский староста князь Ф. Несвицкий[19].
- Издан привилей уравнивающий в некоторых экономических и политических правах православную и католическую знать[20].

## Русское государство
Правление: 1425—1446 и 1447—1462 — Василий Васильевич Тёмный, Юрий Дмитриевич (с апреля) и Василий Юрьевич Косой (июнь-июль)

### Правление Василия Тёмного
- Начало года — Василий II Тёмный идёт с сильной ратью на Галицкую землю, берёт и сжигает Галич, после чего возвращается в Москву[21].
- Юрий Дмитриевич бежит на Белоозеро[22].
- Февраль — март — стремительный поход Юрия Дмитриевича против Василия II Васильевича[23].
- 20 марта — около Никольского произошла битва на Могзе войск князей Юрия Дмитровича и Василия Васильевича за великое княжение, в которой последний был разбит и бежал с поля боя в Великий Новгород[22][23]
- 23 марта — Юрий Дмитриевич подступает к Москве и в течение недели осаждает город[22].
- 31 марта — капитуляция гарнизона Москвы. Воевода Роман Иванович Хромой с москвичами отворяют ему ворота и Юрий второй раз (первый в 1433 году) садится на великокняжеский престол[23].

#### Правление Юрия Дмитриевича
- 01 апреля (по другим данным 31 марта) — Василий II после поражения прибывает в Великий Новгород[21].
- 26 апреля (по другим данным 24) — Василий II Тёмный отправляется в Тверь, рассчитывая на помощь Бориса Александровича, который во благо для себя сохранил нейтралитет в споре дяди с племянником, но начавшиеся городские волнения вынудили Василия уехать из Твери[21].
- Не позднее мая — Василий II Тёмный по Волге приехал в Нижний Новгород, союзник же его Иван Андреевич Можайский укрылся в Твери[23].
- Вторично заняв великокняжеский стол Юрий Дмитриевич направил войска во главе с Дмитрием Шемякой и Дмитрием Красным за племянником Василием II, арестовал и сослал его мать Софью Витовтовну и жену Марию Ярославну в один из подмосковных городов. Захвачена казна и движимое имущество пленниц[23][24].
- Юрий Дмитриевич заключает договора, как старший партнёр с рязанским князем Иваном Ивановичем Коротополом и удельными князьями Московского великого княжества[23].
- 05 июня  — неожиданная кончина Юрия Дмитриевича завершила первый этап Московской усобицы. Юрия торжественно хоронят в Архангельском соборе Московского Кремля[22][23].
- По духовной грамоте Юрия Дмитриевича детям завещано: Василию — Звенигород, Дмитрию Шемяке — Рузу, Дмитрию Красному — Галич и Вышгород[22].

##### Правление Василия Косого
- С 5 июня 1434 по начало июля 1434 — великим князем Московским является Василий Юрьевич Косой, не имевший на это юридического обоснования и ярлыка из Орды[23].
- Июнь 1434 — май 1436 — начало второго этапа феодальной войны: Василий II против Василия Юрьевича Косого (1434—1436)[23].
- Братья Василия Косого отказали ему в поддержке, пойдя на соглашение с Василием II. Соединённое войско союзников двинулось к Москве, откуда Василий Косой бежал через Ржеву в Новгород, сумев вывести великокняжескую казну[23].

###### Правление Василия Тёмного

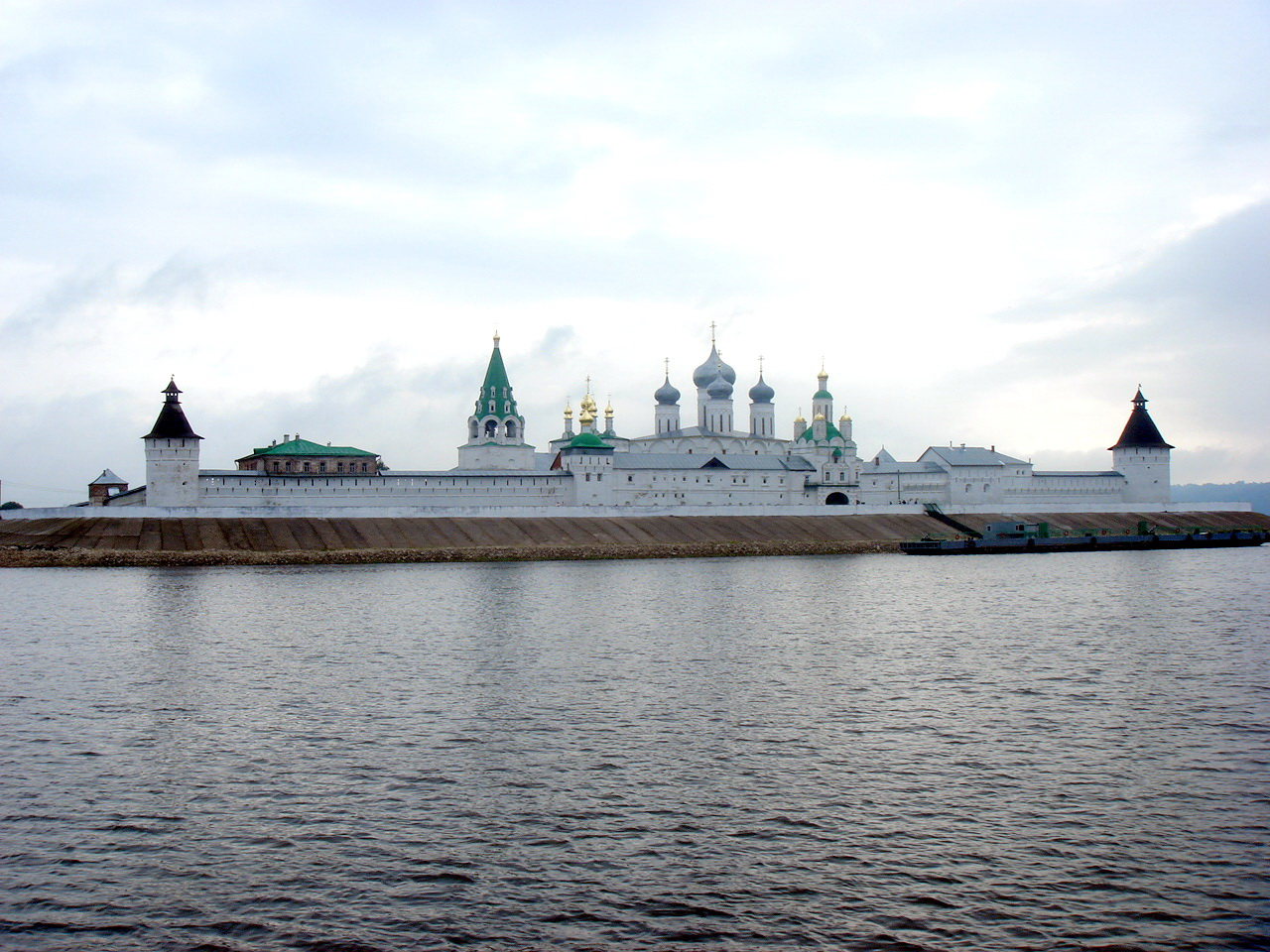
Желтоводский Макариев монастырь

- Лето — Василия II заключил договор с Дмитрием Шемякой и Дмитрием Красным, где был определён состав их уделов по завещанию Юрия Дмитриевича, с приращениями: Дмитрий Шемяка получал в придачу к Рузе — Углич (центр удела умершего в мае 1434 Константина Дмитриевича) и Ржеву, а Дмитрий Красный к Галичу — Бежецкий Верх (в соответствии с договором Василия II и Юрия Дмитриевича 1433), Вятская земля же поступала в их совместное владение (этот пункт не мог быть выполнен до весны 1436)[23].
- Сентябрь — Василий Косой напал на волости Бежецкого верха и подверг их разорению, а затем направился в Кострому для мобилизации сил, предприняв в конце года поход на Москву[23].
- Сожжён г. Галич, но быстро восстановлен[25].
  - Зима — в компенсацию за разорение галицких территорий и посадов Галича Василий II освободил братьев на 3  года от уплаты ордынского выхода[23].
  - 1434—1440 — Дмитрий Юрьевич Красный становится галичским князем[26].
- 1434—1446 — угличский князь Дмитрий Юрьевич Шемяка[27].
- Псковцы и новгородцы заключают мир.
- Макарий Желтоводский основывает Желтоводский Макариев монастырь
- Основан Гаврилов Посад. Первое упоминание городов Александров и Калязин.
- Впервые упомянута торговая площадь (Красная площадь) перед главными воротами кремлёвских укреплений, хотя существовала, вероятно, уже в XIV веке[28].
- Тула, отошедшая к ВКЛ в 1427 году, вновь возвращена в сферу влияния рязанского княжества[29].

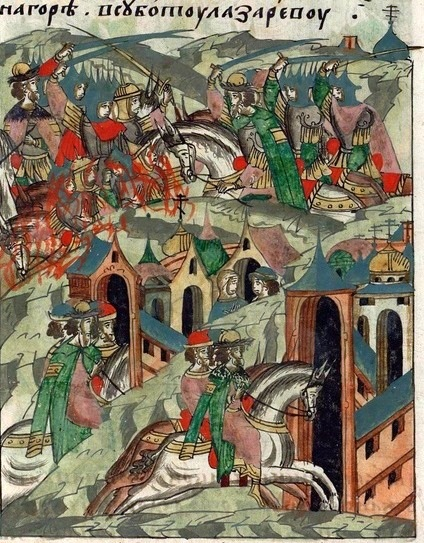
Битва на Могзе
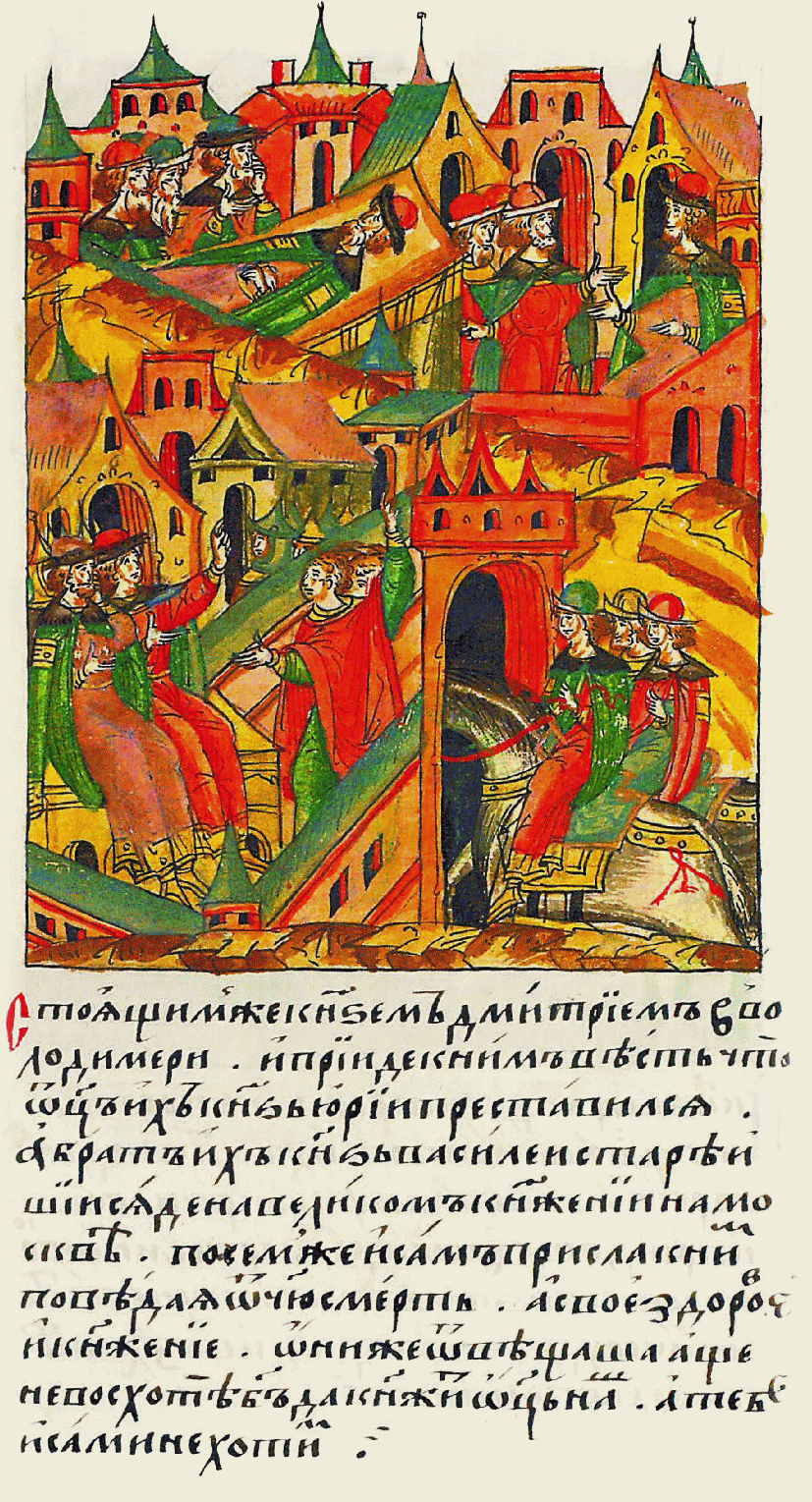
Смерть Юрия Дмитриевича. Василий Косой становится московским князем.
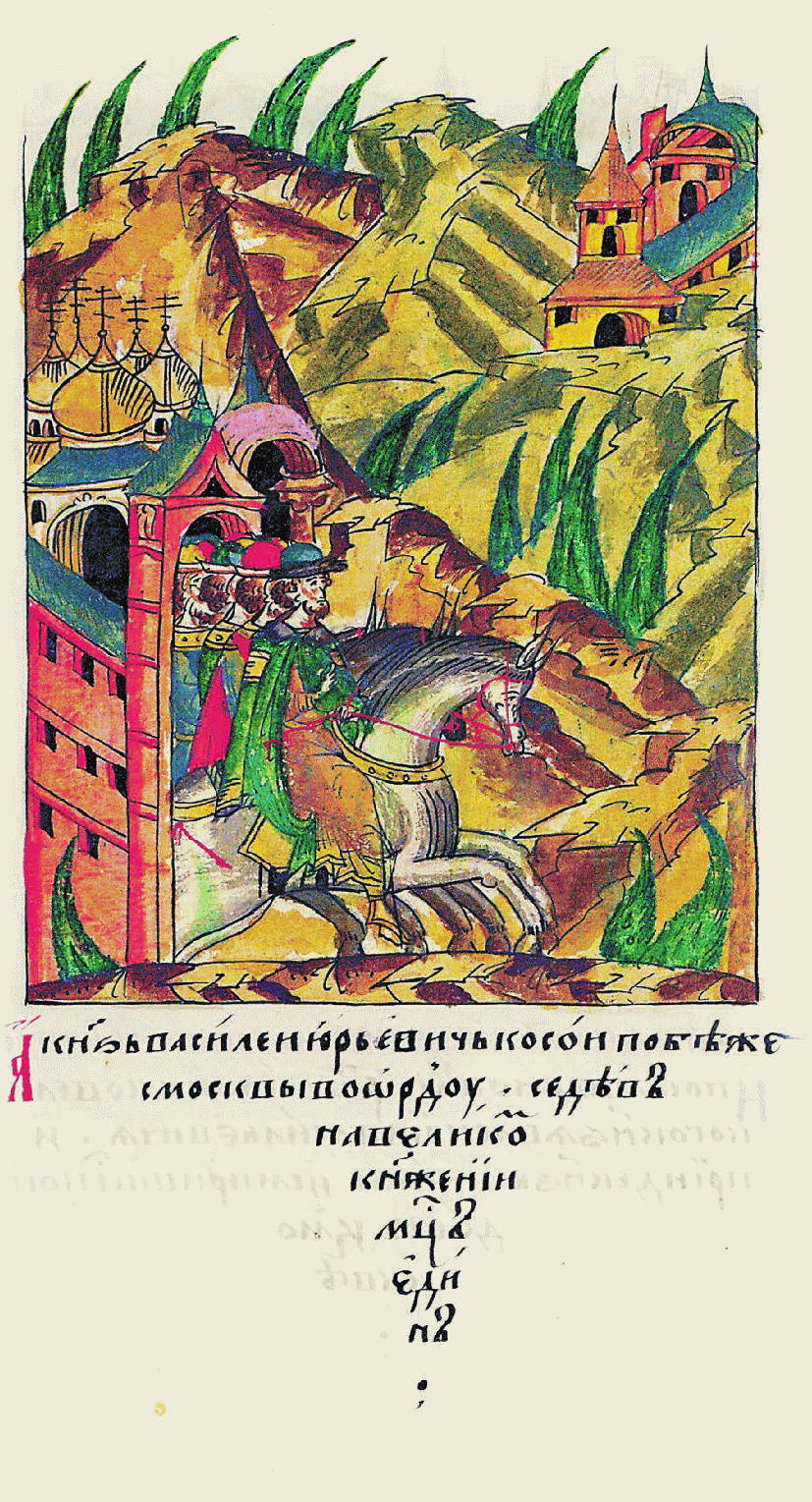
Бегство Василия Косого из Москвы в Орду

## Начало правления
См. также: Список глав государств в 1434 году
- 1434—1444 — Владислав III, король Польши и великий князь ВКЛ.
- На престол вступает император Эфиопии Зара Якоб (тронное имя Куастантынос, 1434—1468).
- 1389—1464 — начало правления Козимо Медичи. Приход к власти во Флоренции династии Медичи. Козимо раздаёт хлеб во время голода, покровительствует кружку неоплатоников, но не принимает титула.
- Рене Добрый — становится герцогом Анжуйским.

## Наука и искусство

Ян ван Эйк. Портрет четы Арнольфини

- Открыт первый университет на острове Сицилия (в городе Катания).
- Донателло ваяет статую Марии Магдалины; Ян ван Эйк пишет «Портрет четы Арнольфини».

## Родились
См. также: Категория:Родившиеся в 1434 году

## Скончались
См. также: Категория:Умершие в 1434 году
- 19 февраля — убийство Мубарак Шаха, султана Дели.
- 5 июня — Юрий Дмитриевич, звенигородский и галицкий князь, великий князь Московский.
- 11 ноября — Максим Московский, святой Русской церкви, юродивый.
- Ягайло — великий князь Литовский.